# Crenidens crenidens
Crenidens crenidens es una especie de peces de la familia Sparidae en el orden de los Perciformes.

## Morfología
• Los machos pueden llegar alcanzar los 30 cm de longitud total.

## Distribución geográfica
Se encuentra en las  costas occidentales del Océano Índico: desde el Mar Rojo y el Golfo Pérsico hasta Durban (Sudáfrica) y el sur de Madagascar. También se le encuentra en el Mediterráneo donde emigró a través del Canal de Suez.